# Municipio di Buffalo
Il Municipio di Buffalo (in inglese: Buffalo City Hall) è il grattacielo sede del governo municipale della città di Buffalo nello Stato di New York negli Stati Uniti. L'edificio di stile Art déco, completato nel 1931, è alto 115 metri ed è uno dei palazzi municipali più grandi e alti degli Stati Uniti; dal 1999 figura nel Registro nazionale dei luoghi storici.

## Storia
Il Municipio venne costruito dalla John W. Cowper Company, la stessa azienda che realizzò l'Hotel Statler e il Buffalo Athletic Club, anch'essi affacciati su Niagara Square. I lavori costarono 6.851.546,85 dollari, l'equivalente di circa 100 milioni di dollari nel 2018, rendendolo così uno dei più cari municipi di tutto il Paese.